# Лімна
Лі́мна — село в Україні, у Самбірському районі Львівської області. Населення — 1216.

## Географія
Розташоване в Карпатах, на березі Дністра. Найближча залізнична станція — за 21 км у райцентрі Турка. У селі річка Лихнева впадає у річку Дністер.

## Історія
Засноване 1519 року.
За Королівською люстрацією 1565 року в селі серед платників податків фіксується піп — отже, вже була церква. Оприлюднено список прізвищ 47 господарів села Лімна 1585 року, яке належало до Дністрянської країни Самбірської економії.
У Радянсько-німецькій війні на боці СРСР брали участь 160 селян, з них не повернулися 38. На честь загиблих вояків встановлено пам'ятний обеліск.
З приходом радянської окупаційної влади влаштовано примусову колективізацію. 1946 року в Лімні створено колгосп «Нове життя», а село стало його центром.

### Походження назви
Місцеві жителі вважають, що раніше село називалося Ломна, і ця назва походить від слова «ломати». Однак, скоріш за все в основі назви лежить румунське лемн «деревина». Волохи були одними з перших жителів села, яке було засноване приблизно в XV столітті. За легендою, у селі було поставлено хрест на честь перебування тут Маркіяна Шашкевича.

## Церква
Греко-католицький храм Собору святого Івана Хрестителя (ц. св. арх. Гавриїла) збудований 1881 (1882) року й нині занесений до пам'яток архітектури місцевого значення ох. № 2070. Споруда належить до типу бойківських церков, має три бані. Традиційно орієнтована на схід. До вівтаря зі сходу прилягає рівно широкий зруб двоярусної ризниці. Основні зруби прямокутні (нава ширша), завершені наметовими чотирибічними верхами з двома заломами, увінчані великими восьмибічними ліхтарями з маківками й оригінальними хрестами. Оперізує церкву піддашшя, окреме для кожного зрубу, оперте на профільовані виступи вінців. Чільний вхід обшальований пластиковою вагонкою і перероблений зі збільшенням металевих колон ґанку. Будував церкву майстер Теодор Стерла.

## Пам'ятки
Неподалік села на горі стоїть фігура святого Йосафата.

## Господарство
У колгоспу, який діяв на теренах села, перебувало на балансі 2765 га сільгоспугідь, з них 1513 га ріллі. Спеціалізація — м'ясне тваринництво, вирощування картоплі та льону.

## Соціальна сфера
Середня школа, народний дім на 360 осіб, бібліотека (10 500 книг), поштове відділення, десять крамниць.
У селі працює дільнична лікарня на 35 місць.

## Відомі люди
- Мотичак Роман — герой АТО. Загинув 10.08.2014 р. у бою під Іловайськом (Донецька область).
- Поточняк Василь (09.07.1973 — 15.04.2015) — протоієрей, уродженець села[6][7].